# Ratchet & Clank
Ratchet & Clank — серия игр жанра платформер, разработанная компанией Insomniac Games эксклюзивно для приставок Sony PlayStation. Игры повествуют о космических приключениях двух героев: Рэтчета — одного из последних представителей расы Ломбакс во Вселенной — и Кланка — маленького робота и напарника Рэтчета, обладающего кучей технических свойств и хорошим чувством юмора.
Главными «фишками» игры являются большой арсенал самого невообразимого и разнообразного оружия, необычные приспособления-гаджеты, и искромётный юмор, в том числе и пародийный.
В 2016 году вышел фильм «Рэтчет и Кланк: Галактические рейнджеры», который основан на первой игре серии, но также содержит новые локации, персонажей и переработанный сюжет.

## Главные герои
Рэтчет (англ. Ratchet) — главный герой игры (им надо играть большую часть времени, за исключением Secret Agent Clank). Представитель расы ломбакс — небольшой рост, «львиный» хвост, большие острые уши, короткая шерсть жёлтого цвета. Обладает замечательным характером, но способен разозлиться, если грозит опасность чему-то важному для него. Мечтает о славе, но особо к ней не стремится (хотя мог бы быть уже главным героем вселенной). Очень любит большие и крутые пушки. Иногда засматривается на представительниц прекрасного пола. Вырос на планете Велдин (англ. Veldin), а родился на родной планете ломбаксов — Фастуне (англ. Fastoon). Раньше работал механиком, о чём свидетельствует его главное оружие — огромный гаечный ключ.
Кланк (англ. Clank) — верный соратник Рэтчета во всех играх (кроме Ratchet: Deadlocked, где был лишь на заднем плане, Ratchet & Clank: Quest for Booty, где Рэтчет отправляется его спасать и Secret Agent Clank, где был главным героем игры). Маленький робот, обычно висящий у Рэтчета за спиной наподобие рюкзака. Имеет встроенный вертолёт и маленький ракетный двигатель (позволяют медленно приземляться) и маленький мотор подводной лодки (для движения под водой). C помощью специальных лучей может увеличиваться в 1000 раз, при этом получая колоссальную силу и способность стрелять из рук ракетами. Из-за некоторых особенностей строения не способен улыбаться, но его интонация выражает настроение куда лучше. Никогда не злится. С Рэтчетом поссорились лишь в самой первой игре. Также работает актёром, играет роль секретного агента в серии фильмов с одноимённым названием.
Капитан Кварк (англ. Captain Qwark) — третий персонаж серии, обычно является по сюжету на вторых ролях, но присутствует почти во всех играх. Играть за него можно только в Ratchet & Clank 3 (на приставке VG9000), Secret Agent Clank, Full Frontal Assault и All 4 One. По сюжету первой игры являлся помощником главного злодея (хотя вся вселенная считала его героем номер один), дважды пытался убить главных героев, но в итоге потерпел поражение и устроился торговать гаджетами. Во второй части новости сообщали об опасности, которые грозят его покупателям, о его поимке, штрафу и посадке в тюрьму, из которой он вскоре сбежал и скрывался. Вскоре выясняется, что он был главным злодеем, замаскированным под доброго хозяина мегакорпорации. В третьей части игры потерял память, но после её возвращения перешёл на сторону добра. Его характер изменился, осталась только глупость и жажда славы. Он никогда не знал своих родителей.

## Список игр
На июнь 2021 года серия включает в себя шестнадцать игр, четырнадцать из них для консолей PlayStation и две игры для мобильных телефонов и сборник The Ratchet & Clank Trilogy (The Ratchet & Clank Collection в США).
- Ratchet & Clank (2002, PlayStation 2)
- Ratchet & Clank 2 (Ratchet and Clank: Going Commando), (2003, PlayStation 2)
- Ratchet & Clank 3 (Ratchet and Clank: Up Your Arsenal), (2004, PlayStation 2)
- Ratchet: Gladiator (Ratchet: Deadlocked), (2005, PlayStation 2)
- Ratchet & Clank: Size Matters (2007, PlayStation Portable, 2008, PlayStation 2)
- Ratchet & Clank: Tools of Destruction (2007, PlayStation 3)
- Secret Agent Clank (2008, PlayStation 2, PlayStation Portable)
- Ratchet & Clank: Quest for Booty (2008, PlayStation 3)
- Ratchet & Clank: Going Mobile — версия для мобильных телефонов
- Ratchet & Clank: A Crack in Time — (2009, PlayStation 3)
- Ratchet & Clank: All 4 One — (2011, PlayStation 3)
- The Ratchet & Clank Trilogy (The Ratchet & Clank Collection) — компиляция обновлённых версий Ratchet & Clank, Ratchet & Clank 2: Locked and Loaded и Ratchet & Clank: 3 для PlayStation 3 и PlayStation Vita
- Ratchet & Clank: Q-Force (Ratchet & Clank: Full Frontal Assault в США) — (2012, PlayStation 3, 2013, PlayStation Vita)
- Ratchet & Clank: Before the Nexus (2013, iOS и Android) — игра для планшетов и смартфонов
- Ratchet & Clank: Nexus (Ratchet & Clank: Into the Nexus в США) — (2013, PlayStation 3)
- Ratchet & Clank (2016, PlayStation 4)
- Ratchet & Clank: Rift Apart (2021, PlayStation 5, 2023, Windows)